# Marienheide

Marienheide est une commune de Rhénanie-du-Nord-Westphalie (Allemagne), située dans l'arrondissement du Haut-Berg, dans le district de Cologne, dans le Landschaftsverband de Rhénanie.

## Personnalités liées à la ville
- Adam von Schwartzenberg (1583-1641), comte né à Gimborn.
- Paul Lücke (1914-1976), homme politique né à Schöneborn.